# Stéphane Pasquier
Pour les articles homonymes, voir Pasquier.
Stéphane Pasquier (Paris 17 janvier 1978) est un jockey français.

## Carrière
Stéphane Pasquier fait son apprentissage chez Robert Collet, qui lui offre son premier partant en décembre 1994. Il remporte son premier Groupe 3 en mai 2001, et commence alors à s'affirmer parmi l'élite des jockeys, participant l'année suivante à son premier Prix de l'Arc de Triomphe, une course qu'il parviendra à gagner cinq ans plus tard, en selle sur Rail Link. Il a porté, en France et à l'étranger, les casaques de prestigieuses écuries telles que celle de Khalid Abdullah, Stavros Niarchos, l'Aga Khan ou Daniel Wildenstein. Il a été sacré Cravache d'or en 2007, avec 185 victoires.

## Palmarès dans les courses deGroupe I
France
- Prix de l'Arc de Triomphe – 1 – Rail Link (2006)
- Prix du Jockey-Club – 1 – Study of Man (2018)
- Prix de Diane – 1 – Senga  (2017)
- Poule d'essai des poulains – 2 – Lucayan  (2012), Karakontie (2014)
- Poule d'essai des pouliches – 1 – Special Duty  (2010)
- Grand Prix de Paris – 3 – Zambezi Sun (2007), Erupt (2015), Onesto (2022)
- Prix du Moulin de Longchamp – 2 – Fuissé (2010), Maxios (2013)
- Prix de la Forêt – 2 – Toylsome (2007), Varenar (2009)
- Prix d'Ispahan – 2 – Manduro (2007), Maxios (2013)
- Prix Maurice de Gheest – 2 – Signs of Blessing (2016), King Gold (2023)
- Prix Jean-Luc Lagardère – 1 – Karakontie (2013)
- Prix Royal Oak – 1 – Westerner (2004)
- Prix Jacques Le Marois – 1 – Manduro (2007)
- Critérium international – 1 – Thewayyouare (2007)
- Prix Marcel Boussac – 1 – Proportional (2008)
- Critérium de Saint-Cloud – 1 – Wondement (2018)
- Prix Jean Prat – 1 – Good Guess (2023)

 Royaume-Uni
- 1000 Guinées – 1 – Special Duty  (2010)
- Prince of Wales's Stakes – 1 – Manduro (2007)
- Haydock Sprint Cup – 1 – African Rose (2008)
- Cheveley Park Stakes – 1 – Special Duty  (2009)

 Italie
- Gran Criterium – 1 – Law Enforcement (2012)

 États-Unis
- Breeders' Cup Mile – 1 – Karakontie (2014)

 Canada
- Canadian International Stakes – 1 – Erupt (2016)